# Tommy Meier
Tommy Meier (1959) is een Zwitsers jazzsaxofonist, -basklarinettist, zurna- en balafoonspeler en -componist.

## Biografie
Meier speelde voor het eerst punkjazz sinds 1979 bij Brom en rock bij Comebuckley. Sinds 1983 ontwikkelt hij denkbeeldige volksmuziek, componerend en improviserend met het orkest van het Circustheater Federlos, waartoe hij twaalf jaar behoorde - op tournees van enkele maanden in Centraal-Europa, maar ook in Nigeria, Ghana, Benin, Namibië, Zimbabwe, Egypte en Kirgizië. Deze productieve poging tot muzikale uitwisseling tussen verschillende culturen werd voortgezet met Kadash's Oriental Jazz, ook met het project Kadash & The Nile Troup, een band met zeven Zwitserse en zeven Egyptische muzikanten, de beroemde Musicans of the Nile. Meier ondernam verschillende lange tochten met hen in Europa. Hij speelde ook in het Co Streiff sextet, Radio Osaka en Broken Symmetry. Hij werkte samen met Hans Koch, Daniel Ott (Expo 2000) en Alan Silva (Uncool Festival). In 1999/2000 leidde hij samen met zijn partner Co Streiff de grote formatie WORCH van de werkplaats voor geïmproviseerde muziek in Bern. In 2004 richtte hij zijn grote formatie ROOT DOWN op, die naast originele composities ook muziek speelt van Fela Kuti en Chris McGregor.

## Discografie
- 1995: Kadash Federlos (Unit Records)
- 1998: Kadash & The Nile Troup (Unit Records)
- ????: Kadash am Berg (Unit Records)
- 2002: Co Streiff Sextet, Qattara (Intakt Records)
- 2004-2007: Tommy Meier ROOT DOWN (Intakt)
- 2006: Co Streiff Sextet Loops, Holes & Angels (Intakt Records)
- 2007-2009: Tommy Meier ROOT DOWN The Master and the Rain (Intakt Records, met Russ Johnson, Marco von Orelli, Co Streiff, Peter Landis, Hans Anliker, Michael Flury, Irène Schweizer, Hans-Peter Pfammatter, Luca Sisera, Flo Goette, Fredi Flükiger, Chris Jäger, Trixa Arnold, Stephan Thelen, Jan Schlegel, Herbert Kramis, Marco Käppeli, Peter Schärli, Andi Marti, Jürg Wickihalder, Chris Wiesendanger)
- 2016: Tommy Meier, ROOT DOWN ORCHESTRA, TAHRIR (Unit Records)